# Wólka Ogryzkowa
Wólka Ogryzkowa – wieś w Polsce położona w województwie podkarpackim, w powiecie przeworskim, w gminie Tryńcza.
W latach 1975–1998 miejscowość administracyjnie należała do województwa przemyskiego.
Przez miejscowość przebiega droga krajowa nr 77 z Lipnika do Przemyśla.
Wólka Ogryzkowa jako samodzielna wieś w I połowie XVIII wieku została wydzielona z terytorium Tryńczy.
W 1762 roku według wzmianki w aktach właściciela Klucza Trynieckiego Pawła Benoe mieszkańcami gromady Wólka Ogryzkowa byli: Jan Gliniany, Jakub Gwóźdź, Fedko Kruba, Maciek Kubrak, Matusz Kubrak, Sobek Kubrak, Jan Ogryzek, Wojtek Strama, Józef Wojtyna, Tomek Wojtyna, Sobek Wojtyna.
W 1893 roku wieś posiadała 32 domy. W 1921 roku wieś posiadała 50 domów. Od 1934 roku wieś należała do gminy Tryńcza. W latach 1954–1972 wieś należała do Gromady Gorzyce. Od 1973 roku wieś ponownie należy do gminy Tryńcza i obecnie posiada ok. 80 domów. Przy drodze krajowej nr 77, obok granicy wiejskiej jest położonych 5 domów należących do Gorzyc.